# Giubicolanta orientalis
Giubicolanta orientalis là một loài bướm đêm trong họ Noctuidae.